# Paula Creamer
Paula Creamer (ur. 5 sierpnia 1986) – amerykańska zawodowa golfistka. Na co dzień gra w turniejach z cyklu LPGA Tour.

## Życie osobiste
Paula Creamer jest jedynym dzieckiem Karen i Paula Creamerów. Dzieciństwo spędziła w Pleasanton gdzie jej dom znajdował się w bezpośrednim sąsiedztwie pola golfowego Castlewood Country Club. W 2000 przeprowadziła się na Florydę, gdzie od 2007 mieszka w Isleworth.

## Kariera amatorska
Creamer zaczęła grać w golfa w wieku 10 lat.
Mając 12 lat, wygrała 13 juniorskich turniejów dla regionu północnej Kalifornii z rzędu, a rok później została liderką rankingu najlepszych juniorek rodzimego stanu.
W przeciągu swojej kariery amatorskiej Creamer wygrała łącznie 19 turniejów krajowych, włączając 11 zawodów American Junior Golf Association (AJGA).
W 2003 została wybrana graczem roku przez AJGA. W 2002 i 2003 reprezentowała Stany Zjednoczone w rozgrywkach juniorskiego Solheim Cup. W 2003 i 2004 dotarła do półfinałów rozgrywek U.S. Girls' Junior Championship, oraz U.S. Women's Amateur Championship.
W czerwcu 2004 zajęła drugie miejsce w rozgrywanym w cyklu LPGA Tour turnieju ShopRite LPGA Classic, będąc tylko o jedno uderzenie słabszą od zwyciężczyni Cristie Kerr.
Tego samego roku zajęła 13 miejsce ex aequo w U.S. Women's Open, oraz reprezentowała USA w Curtis Cup.
Jesienią 2004 Creamer z przewagą pięciu uderzeń wygrała turniej kwalifikacyjny do LPGA Tour uzyskując prawo do gry na sezon 2005. Zaraz po tym sukcesie podjęła decyzję o przejściu na zawodowstwo.

## Kariera zawodowa
Creamer karierę zawodową rozpoczęła od gry na LPGA Tour, gdzie bardzo szybko dotarła do czołówki najlepszych golfistek. W maju 2005 jednym uderzeniem wygrała Sybase Classic trafiając na ostatnim dołku ponadpięciometrowego putta na birdie.
Dzięki temu została najmłodszą golfistką w historii LPGA, która wygrała turniej składający się z więcej niż jednej rundy.
W lipcu tego samego roku z marginesem ośmiu uderzeń zwyciężyła w Evian Masters.
Została w ten sposób najmłodszą golfistką, która przekroczyła barierę 1 mln USD życiowych zarobków na LPGA, co więcej zrobiła to również najszybciej.
W sierpniu i październiku do listy sukcesów dopisała wygrane w dwóch turniejach rozgrywanych w ramach Japan LPGA Tour: NEC Karuizawa 72,
oraz Masters GC Ladies.
Jesienią 2005 Creamer jako najmłodsza zawodniczka w historii reprezentowała USA w Solheim Cup.
Jej występ (3-1-1) w znaczący sposób przyczynił się do zwycięstwa drużyny amerykańskich golfistek. Sezon 2005 Creamer zakończyła zdobywając nagrodę LPGA Rookie of the Year, oraz zajmując drugie za Anniką Sörenstam miejsce na liście zarobków LPGA Tour. W sezonie 2005 LPGA Tour ośmiokrotnie kończyła turniej miejscem w pierwszej trójce.

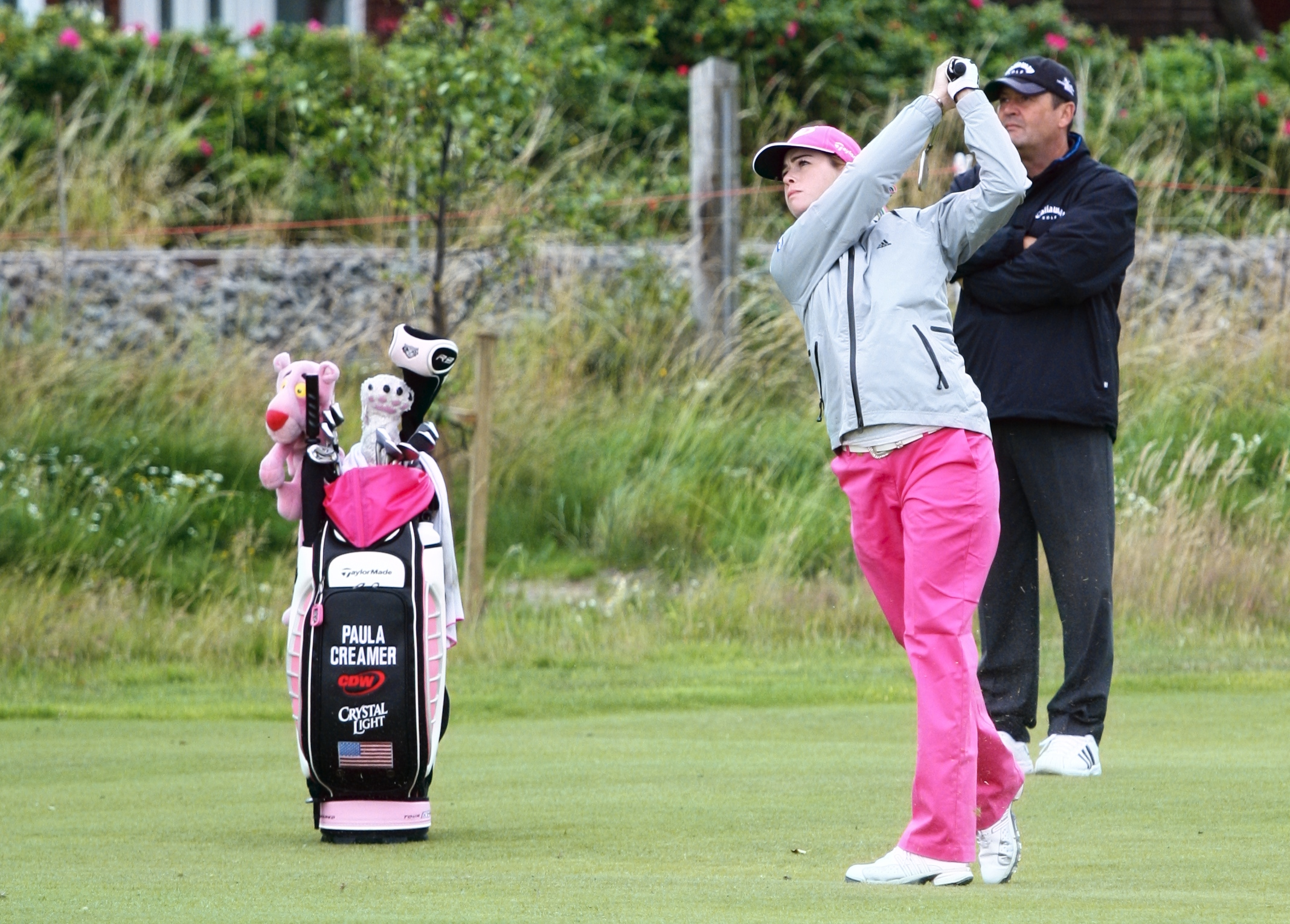
Paula Creamer przed Women's British Open 2009

Kiedy 20 lutego 2006 opublikowano inauguracyjną listę Women's World Golf Rankings Creamer zajmowała na niej drugie miejsce za Anniką Sörenstam.
Niestety sezon 2006 nie przyniósł oczekiwanych dalszych sukcesów. Creamer nie wygrała żadnego turnieju, oraz cierpiała z powodu kontuzji nadgarstka i stopy.
Mimo tego zarobiła ponad 1 mln USD w nagrodach, przeszła cuta we wszystkich turniejach w których brała udział, oraz 14-krotnie kończyła zawody w pierwszej dziesiątce. Najlepsze wynik Creamer w sezonie 2006 to drugie miejsce w The Mitchell Company Tournament of Champions.
Już w lutym 2007 Creamer wygrała kolejny turniej: podczas SBS Open at Turtle Bay na przedostatnim dołku trafiła 12-metrowego putta na birdie co pozwoliło jej wygrać z jednym uderzeniem przewagi.
Na kolejną wygraną musiała poczekać aż do listopada, kiedy to z aż ośmioma uderzeniami przewagi zwyciężyła w The Mitchell Company Tournament of Champions.
Tego roku znowu wystąpiła w drużynie USA na rozgrywki Solheim Cup. Nie przegrała żadnego ze swoich pięciu meczów, zdobywając najwięcej punktów ze wszystkich golfistek biorących udział, a drużyna USA obroniła wygraną sprzed dwóch lat.
Sezon zakończyła na trzecim miejscu listy zarobków LPGA, trzynastokrotnie kończąc zawody w pierwszej dziesiątce.
Już początku sezonu 2008 Creamer wygrała swój piąty turniej na LPGA Tour (Fields Open in Hawaii) niwelując stratę dwóch uderzeń trzema birdie na ostatnich trzech dołkach.
Dwa miesiące później w kwietniu miała szansę na kolejny, ale przegrała dogrywkę z Sörenstam podczas Stanford International Pro-Am.
Tydzień później znowu znalazła się w dogrywce o tytuł, jednak tym razem pokonała Juli Inkster i wygrała SemGroup Championship.
W lipcu rozpoczęła turniej Jamie Farr Owens Corning Classic od rundy 60 uderzeń, będąc blisko wyrównania rekordu 59 uderzeń ustanowionego przez Annikę Sörenstam.
Tak efektowny początek pozwolił jej wygrać cały turniej.
Czwarte zwycięstwo sezonu 2008 przyszło podczas październikowego Samsung World Championship, które to zawody wygrała jednym uderzeniem.
W ostatnich zawodach sezonu, ADT Championship, zakwalifikowała się do finałowej ósemki zawodniczek. Zajęcie pierwszego miejsca wraz z nagrodą 1 mln USD pozwoliłoby jej wyprzedzić na liście zarobków Lorenę Ochoa, która odpadła we wcześniejszej fazie turnieju. W ten sposób zostałaby pierwszą amerykanką od 1993 roku, która by tego dokonała. Ostatecznie Creamer zajęła jednak trzecie miejsce ex aequo. Cały sezon jest jej najlepszym w karierze, co potwierdza zarówno liczba wygranych turniejów, jak i drugie miejsce na liście zarobków LPGA Tour.

## Zawodowe wygrane (10)

### LPGA Tour (8)
| Legenda                            |
| ---------------------------------- |
| Wielki szlem (0)                   |
| Pozostałe zwycięstwa LPGA Tour (8) |

| Lp. | Data                     | Turniej                                      | Zwycięski wynik       | Końcowa przewaga | 2. miejsce                 |
| --- | ------------------------ | -------------------------------------------- | --------------------- | ---------------- | -------------------------- |
| 1.  | 22 maja 2005(dts)        | Sybase Classic                               | -6 (69-68-71-70=278)  | 1 uderzenie      | Jeong Jang, Gloria Park    |
| 2.  | 23 lipca 2005(dts)       | Evian Masters                                | -15 (68-68-66-71=273) | 8 uderzeń        | Michelle Wie, Lorena Ochoa |
| 3.  | 17 lutego 2007(dts)      | SBS Open at Turtle Bay                       | -9 (67-70-70=207)     | 1 uderzenie      | Julieta Granada            |
| 4.  | 11 listopada 2007(dts)   | The Mitchell Company Tournament of Champions | -20 (67-65-68-68=268) | 8 uderzeń        | Birdie Kim                 |
| 5.  | 23 lutego 2008(dts)      | Fields Open in Hawai                         | -16 (66-68-66=200)    | 1 uderzenie      | Jeong Jang                 |
| 6.  | 4 maja 2008(dts)         | SemGroup Championship                        | -2 (70-71-69-72=282)  | dogrywka         | Juli Inkster               |
| 7.  | 13 lipca 2008(dts)       | Jamie Farr Owens Corning Classic             | -16 (60-65-70-73=268) | 2 uderzenia      | Nicole Castrale            |
| 8.  | 5 października 2008(dts) | Samsung World Championship                   | -9 (68-74-68-69=279)  | 1 uderzenie      | Song-Hee Kim               |

### Pozostałe (2)
| Lp. | Data                      | Turniej                   | Zwycięski wynik    | Końcowa przewaga | 2. miejsce     |
| --- | ------------------------- | ------------------------- | ------------------ | ---------------- | -------------- |
| 1.  | 14 sierpnia 2005(dts)     | NEC Karuizawa 72 (JLPGA)  | -19 (64-65-68=197) | 3 uderzenia      | Ai Miyazato    |
| 2.  | 23 października 2005(dts) | Masters GC Ladies (JLPGA) | -4 (71-69-72=212)  | dogrywka         | Chieko Amanuma |

## Wyniki w turniejach wielkoszlemowych
| Turniej                    | 2003 | 2004 | 2005 | 2006 | 2007 | 2008 | 2009 |
| -------------------------- | ---- | ---- | ---- | ---- | ---- | ---- | ---- |
| Kraft Nabisco Championship | DNP  | 45=  | 19=  | 24=  | 15=  | 21=  | 17=  |
| LPGA Championship          | DNP  | DNP  | 3=   | 49=  | 6=   | 10=  | 16=  |
| U.S. Women's Open          | CUT  | 13=  | 19=  | 16=  | 16=  | 6=   | 6=   |
| Women's British Open       | DNP  | DNP  | 15=  | 22=  | 7=   | 9=   | 3=   |

| Turniej                    | 2010 |
| -------------------------- | ---- |
| Kraft Nabisco Championship | DNP  |
| LPGA Championship          |      |
| U.S. Women's Open          |      |
| Women's British Open       |      |

DNP = nie brała udziału.

CUT = nie przeszła cuta.

"=" = ex aequo

Zielone tło dla wygranych. Żółte tło dla miejsca w pierwszej dziesiątce.

## Podsumowanie wyników na LPGA Tour
| Sezon | Liczba startów | Zrobione cuty | Wygrane | 2. miejsca | 3. miejsca | Top 10 | Najlepsze miejsce | Zarobki (USD) | Pozycja na liście zarobków | Średnia uderzeń |
| ----- | -------------- | ------------- | ------- | ---------- | ---------- | ------ | ----------------- | ------------- | -------------------------- | --------------- |
| 2003  | 3              | 2             | 0       | 0          | 0          | 0      | 66=               | N/D           | N/D                        | 74,80           |
| 2004  | 7              | 7             | 0       | 1          | 0          | 1      | 2=                | N/D           | N/D                        | 71,42           |
| 2005  | 25             | 24            | 2       | 4          | 2          | 11     | 1                 | 1.531.780     | 2                          | 70,98           |
| 2006  | 27             | 27            | 0       | 1          | 2          | 14     | 2=                | 1.076.163     | 11                         | 70,62           |
| 2007  | 24             | 22            | 2       | 2          | 2          | 13     | 1                 | 1.384.798     | 3                          | 70,50           |
| 2008  | 26             | 26            | 4       | 1          | 2          | 15     | 1                 | 1.823.992     | 2                          | 70,56           |
| 2009  | 21             | 20            | 0       | 2          | 4          | 10     | 2                 | 1.151.864     | 9                          | 70,62           |

## Osiągnięcia w Solheim Cup
| Rok              | Suma meczów | Łączne W-P-R | Pojedynki W-P-R                        | 4somes W-P-R                                                           | 4balls W-P-R                                                        | Zdobyte punkty | Skuteczność |
| ---------------- | ----------- | ------------ | -------------------------------------- | ---------------------------------------------------------------------- | ------------------------------------------------------------------- | -------------- | ----------- |
| W całej karierze | 14          | 8-2-4        | 3-0-0                                  | 3-1-2                                                                  | 2-1-2                                                               | 10             | 71,43%      |
| 2005             | 5           | 3-1-1        | 1-0-0 wygr. przeciwko L. Davies 7&5    | 1-0-1 remis w parze z B. Daniel, wygr. w parze z J. Inkster 3&2        | 1-1-0 przegr. w parze z J. Inkster 4&3, wygr. w parze z C. Kerr 1up | 3,5            | 70%         |
| 2007             | 5           | 2-0-3        | 1-0-0 wygr. przeciwko M. Hjorth 2&1    | 1-0-1 wygr. w parze z J. Inkster 2&1, remis w parze z J. Inkster       | 0-0-2 remis w parze z M. Pressel, remis w parze z B. Lincicome      | 3,5            | 70%         |
| 2009             | 4           | 3-1-0        | 1-0-0 wygr. przeciwko S. Pettersen 3&2 | 1-1-0 wygr. w parze z J. Inkster 2&1, przegr. w parze z J. Inkster 4&3 | 1-0-0 wygr. w parze z C. Kerr 1up                                   | 3              | 75%         |